# Quatorzième district congressionnel du Michigan
Le 14e district congressionnel du Michigan était un district qui s'étendait de l'est de Détroit vers l'ouest jusqu'à Farmington Hills, puis au nord jusqu'à la banlieue de Pontiac. De 1993 à 2013, il était entièrement basée dans le Comté de Wayne.
Il a été représenté pour la dernière fois par la Démocrate Brenda Lawrence.
Selon la loi du Michigan sur le redécoupage, le district le plus numéroté doit se trouver dans le coin sud-est de l'État. Cependant, bien qu'il soit le district le plus numéroté, le 14e district ne se trouvait pas dans le coin sud-est de l'État au cours de sa dernière décennie d'existence ; le 7e district l'était.
Après le recensement américain de 2020, le 14e district du Michigan a été supprimé lors du cycle de redécoupage des États-Unis de 2020.

## Future
Le district est devenu obsolète après les élections à la Chambre des représentants des États-Unis de 2022, le Michigan ayant perdu un district, en raison d'une nouvelle répartition après le recensement des États-Unis de 2020.

## Histoire
Dans les années 1960, le 14e district congressionnel comprenait Hamtramck, la partie nord-est de Détroit, Harper Woods et Grosse Pointes. Le redécoupage de 1964 qui a créé ces limites a placé Lucien Nedzi, qui représentait l'ancien 14e district, dans la même circonscription que son compatriote Démocrate sortant Harold Ryan. Nedzi était le plus libéral des deux Démocrates et a remporté la primaire. Lors du redécoupage de 1972, East Detroit et Warren au sud de 10 Mile Road ont été ajoutés au district tandis qu'une partie du district de Detroit a été déplacée vers d'autres districts. Avant le redécoupage de 1972, la majorité des électeurs du district étaient des résidents de Détroit. Le redécoupage de 1972 a changé le district, passant d'une population basée sur le recensement de 1970 qui était de 10 % d'Afro-Américains à une population de 3 % d'Afro-Américains, avec 70 000 habitants ou plus ajoutés de East Detroit et de Warren, cette dernière ville étant un lieu. où, dans les années 1970, on pouvait littéralement compter les familles noires avec les doigts.
Dans le même temps, le pourcentage de personnes soit immigrantes, soit dont au moins un parent était immigrant est passé de 46 % à 37 %. Cela reflétait davantage le fait que les habitants de Warren et de l'est de Détroit à l'époque étaient dans de nombreux cas littéralement les enfants et petits-enfants des habitants du nord-est de Détroit et de Hamtramck. Les personnes nées en Pologne ou dont au moins un parent y est né ont chuté de 12 % à 9 % de la population, le même groupe de Canadiens a chuté de 7 % à 6 %, le groupe italien est resté stable à 6 % tandis que le groupe allemand a en fait augmenté de 4% à 6%. Puisque tous ces chiffres sont basés sur le recensement de 1970, les changements reflètent les différences entre les zones ajoutées et supprimées, et non un mouvement de population. Sur la base du recensement de 1970, le district comptait le plus de personnes ayant identifié une ascendance belge de tous les districts congressionnel du pays, et également l'un des plus fortement polonais. Sur la base du recensement de 1970, il était possible d'écrire que Hamtramck était « une ville presque entièrement polono-américaine ».
De 1982 jusqu'au redécoupage de 1992, le 14e district congressionnel comprenait le nord-est de Détroit (essentiellement au nord de 6 milles et à l'est de Ryan), Grosse Pointe Farms, Grosse Point Woods, Grosse Pointe Shores, Hamtramck, Harper Woods, le tiers sud de St. Clair Shores, Eastpointe, Center Line, Warren au sud de 10 milles et à l'ouest de Van Dyke, tous Sterling Heights, Utica, Hazel Park, Madison Heights et Troy au sud d'environ Big Beaver Road et à l'ouest de Rochester Road. Le district était représenté par Dennis Hertel.
Le 1er district de Conyers comprenait Highland Park et Détroit entre l'autoroute Southfield et une ligne allant de l'extrémité sud de Highland Park jusqu'à la frontière avec Dearborn. La limite est du district se trouvait avec le 14e district et la limite nord était une route de 8 milles.
Toute la partie du 14e du Comté de Wayne a été conservée dans le 14e lors du redécoupage de 1992. Il a également conservé la majeure partie de la zone du district de Détroit de l'ancien 1er district de Conyers et de la totalité de Highland Park. En outre, il englobait l'extrême nord-ouest de Détroit et le canton de Redford du 17e district, qui avant le redécoupage était représenté par Sander Levin et qui n'existait plus après 1992 (puisqu'il n'y avait que 16 districts). L'extrémité sud de St. Clair Shores et environ 80 % d'Eastpointe ont été placés dans le district qui est devenu le district de David Bonior, tandis que le reste d'Eastpointe, ainsi que les zones restantes de Warren, Center Line, Maidson Heights et Hazel Park. , Sterling Heights, Utica et Troy ont été fusionnés dans le district qui a fini par être représenté par le représentant du 17e district, Sander Levin, renuméroté 12e post-redistricting.
Le district est devenu obsolète après les élections à la Chambre des représentants des États-Unis de 2022, le Michigan ayant perdu un district, en raison d'une nouvelle répartition après le recensement des États-Unis de 2020.

## Démographie
L'évolution au fil du temps dans le district congressionnel peut être constatée par ce qui s'est passé dans le seul endroit qui est resté constamment dans le district depuis les années 1960, Hamtramck. Hamtramck n'est plus une ville majoritairement polonaise. 20 % de la population est indienne ou bangladaise, 19 % est noire ou afro-américaine et près de cinq pour cent déclarent avoir plusieurs races. Parmi les 53 % de « blancs » selon la définition large utilisée par le recensement, les Albanais constituent le sous-groupe le plus nombreux, avec également un grand nombre de Yéménites et de Bosniaques. Il est possible que près de la moitié de la population soit musulmane.
Le pourcentage d'Afro-Américains dans les limites du district en 2010 est passé de 61 % à 59 % entre les recensements, en grande partie en raison de la croissance de la population arabe à Dearborn, combinée à la migration vers les comtés de Macomb et d'Oakland, ainsi qu'à la migration vers Macomb, Oakland et la banlieue du comté de Wayne, ainsi que hors du Michigan entièrement, des parties de Détroit et de Highland Park du district. Même la population blanche (y compris les importantes populations arabes de Hamtramck et Dearborn, entre autres, qui s'identifient rarement comme blanches et se considèrent clairement comme des groupes ethniques distincts) à l'intérieur des limites du district a connu une baisse d'un peu plus de 23 000 personnes. Dans le même temps, les groupes regroupés sous la rubrique « Asie » par le recensement ont vu leur population dans les limites des districts augmenter nette de 2 000 au cours des années 2010, en grande partie alimentée par la croissance de la population bangladaise à Hamtramck.

## Élection de 2012
Après le recensement de 2010, le 14e a été reconfiguré pour englober une grande partie de l'est de Détroit et des Grosses Pointes. Il a également été poussé vers l'ouest dans le comté d'Oakland pour inclure Southfield, Farmington Hills et Pontiac. À toutes fins utiles, c'était le successeur de l'ancien 13e district. Pendant ce temps, la plupart des anciens 14e sont devenus les nouveaux 13e.
Le nouveau membre du Congrès du 13e, Hansen Clarke, a vu sa maison attirée dans le nouveau 13e, mais a choisi de suivre la plupart de ses électeurs dans le nouveau 13e. Lors de la primaire démocrate de ce district hybride urbain-banlieue, Clarke a affronté son collègue Gary Peters, dont le 9e district avait été éliminé lors du redécoupage, ainsi que la maire de Southfield, Brenda Lawrence, et deux autres démocrates. Les rapports préliminaires ont montré que Peters, qui représentait auparavant une partie de la partie du district du comté d'Oakland, a gagné avec 47 % des voix contre 35 % pour Clarke et 13 % pour Lawrence.

## Historique de vote[8]
| Année | Poste     | Résultats               |
| ----- | --------- | ----------------------- |
| 1992  | Président | Clinton 80,0 % - 15,0 % |
| 1996  | Président | Clinton 86,0 % - 11,0 % |
| 2000  | Président | Gore 81,0 % - 18,0 %    |
| 2004  | Président | Kerry 83,0 % - 17,0 %   |
| 2008  | Président | Obama 86,0 % - 14,0 %   |
| 2012  | Président | Obama 81,0 % - 19,0 %   |
| 2016  | Président | Clinton 79,0 % - 18,0%  |
| 2020  | Président | Biden 80,0 % - 20,0 %   |

## Liste des Représentants du district
| Membre                              | Parti       | Années                             | Congrès     | Histoire électorale | Zone géographique |
| ----------------------------------- | ----------- | ---------------------------------- | ----------- | --- | ----------------- |
| District établit le 4 mars 1933     |             |                                    |             | |                   |
| Carl M. Weideman (en)               | Démocrate   | 4 mars 1933 - 3 janvier 1935       | 73e         | Élu en 1932. Perds sa renomination. | 1933–1953         |
| Louis C. Rabaut (en)                | Démocrate   | 3 janvier 1935 - 3 janvier 1947    | 74e - 79e   | Élu en 1934. Réélu en 1936. Réélu en 1938. Réélu en 1940. Réélu en 1942. Réélu en 1944. Perds sa réélection. | 1933–1953         |
| Harold F. Youngblood (en)           | Républicain | 3 janvier 1947 - 3 janvier 1949    | 80e         | Élu en 1946. Perds sa réélection. | 1933–1953         |
| Louis C. Rabaut (en)                | Démocrate   | 3 janvier 1949 - 12 novembre 1961  | 81e - 87e   | Élu en 1948. Réélu en 1950. Réélu en 1952. Réélu en 1954. Réélu en 1956. Réélu en 1958. Réélu en 1960. Décès. | 1933–1953         |
| Louis C. Rabaut (en)                | Démocrate   | 3 janvier 1949 - 12 novembre 1961  | 81e - 87e   | Élu en 1948. Réélu en 1950. Réélu en 1952. Réélu en 1954. Réélu en 1956. Réélu en 1958. Réélu en 1960. Décès. | 1953–1965         |
| Vacant                              | Vacant      | 12 novembre 1961 - 16 février 1962 | 87e         | |                   |
| Harold M. Ryan (en)                 | Démocrate   | 13 février 1962 - 3 janvier 1965   | 87e , 88e   | Élu pour terminer le mandat de Rabaut. Réélu en 1962. Perds sa renomination. |                   |
| Lucien N. Nedzi (en)                | Démocrate   | 3 janvier 1965 - 3 janvier 1981    | 86e - 96e   | Redécoupage depuis le 1er district et réélu en 1964. Réélu en 1966. Réélu en 1968. Réélu en 1970. Réélu en 1972. Réélu en 1974. Réélu en 1976. Réélu en 1978. Retrait.                                                        | 1965–1973         |
| Lucien N. Nedzi (en)                | Démocrate   | 3 janvier 1965 - 3 janvier 1981    | 86e - 96e   | Redécoupage depuis le 1er district et réélu en 1964. Réélu en 1966. Réélu en 1968. Réélu en 1970. Réélu en 1972. Réélu en 1974. Réélu en 1976. Réélu en 1978. Retrait.                                                        | 1973–1983         |
| Dennis Hertel (en)                  | Démocrate   | 3 janvier 1981 - 3 janvier 1993    | 97e - 102e  | Élu en 1980. Réélu en 1982. Réélu en 1984. Réélu en 1986. Réélu en 1988. Réélu en 1990. Retrait. |                   |
| Dennis Hertel (en)                  | Démocrate   | 3 janvier 1981 - 3 janvier 1993    | 97e - 102e  | Élu en 1980. Réélu en 1982. Réélu en 1984. Réélu en 1986. Réélu en 1988. Réélu en 1990. Retrait. | 1983–1993         |
| John Conyers                        | Démocrate   | 3 janvier 1993 - 3 janvier 2013    | 103e - 112e | Redécoupage depuis le 1er district et réélu en 1992. Réélu en 1994. Réélu en 1996. Réélu en 1998. Réélu en 2000. Réélu en 2002. Réélu en 2004. Réélu en 2006. Réélu en 2008. Réélu en 2010. Redécoupage vers le 13e district. | 1993–2003         |
| John Conyers                        | Démocrate   | 3 janvier 1993 - 3 janvier 2013    | 103e - 112e | Redécoupage depuis le 1er district et réélu en 1992. Réélu en 1994. Réélu en 1996. Réélu en 1998. Réélu en 2000. Réélu en 2002. Réélu en 2004. Réélu en 2006. Réélu en 2008. Réélu en 2010. Redécoupage vers le 13e district. | 2003–2013         |
| Gary Peters                         | Démocrate   | 3 janvier 2013 - 3 janvier 2015    | 113e        | Redécoupage depuis le 9e district et réélu en 2012. Retrait pour se présenter comme Sénateur des États-Unis. | 2013–2023         |
| Brenda Lawrence                     | Démocrate   | 3 janvier 2015 - 3 janvier 2023    | 114e - 117e | Élue en 2014. Réélue en 2016. Réélue en 2018. Réélue en 2020. Redécoupage vers le 12e district et retrait. | 2013–2023         |
| District supprimé le 3 janvier 2023 |             |                                    |             | |                   |

## Résultats des récentes élections.
Voici les résultats des dix précédent cycles électoraux dans le district.

## Frontières historiques du district

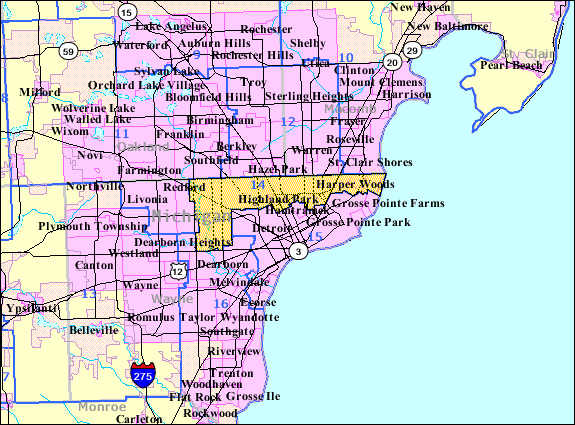
1993 - 2003

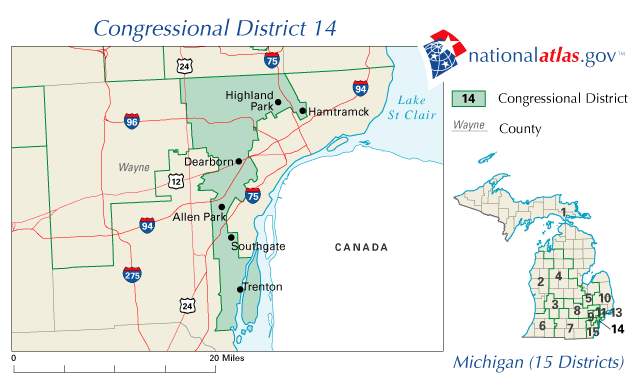
2003 - 2013

### 2002
| Élection de 2002 du 14e district congressionnel du Michigan | Élection de 2002 du 14e district congressionnel du Michigan | Élection de 2002 du 14e district congressionnel du Michigan | Élection de 2002 du 14e district congressionnel du Michigan | Élection de 2002 du 14e district congressionnel du Michigan |
| ----------------------------------------------------------- | ----------------------------------------------------------- | ----------------------------------------------------------- | ----------------------------------------------------------- | ----------------------------------------------------------- |
| Parti                                                       | Parti                                                       | Candidat                                                    | Votes                                                       | %                                                           |
|                                                             | Démocrate                                                   | John Conyers (sortant)                                      | 145 285                                                     | 83,21                                                       |
|                                                             | Républicain                                                 | Dave Stone                                                  | 26 544                                                      | 15,20                                                       |
|                                                             | Libertarien                                                 | Francis J. Schor                                            | 1532                                                        | 0,88                                                        |
|                                                             | Vert                                                        | John D. Litle                                               | 1247                                                        | 0,71                                                        |
| Total des votes                                             | Total des votes                                             | Total des votes                                             | 174 608                                                     | 100%                                                        |
|                                                             | Les Démocrates conservent                                   |                                                             |                                                             |                                                             |

### 2004
| Élection de 2004 du 14e district congressionnel du Michigan | Élection de 2004 du 14e district congressionnel du Michigan | Élection de 2004 du 14e district congressionnel du Michigan | Élection de 2004 du 14e district congressionnel du Michigan | Élection de 2004 du 14e district congressionnel du Michigan |
| ----------------------------------------------------------- | ----------------------------------------------------------- | ----------------------------------------------------------- | ----------------------------------------------------------- | ----------------------------------------------------------- |
| Parti                                                       | Parti                                                       | Candidat                                                    | Votes                                                       | %                                                           |
|                                                             | Démocrate                                                   | John Conyers (sortant)                                      | 213 681                                                     | 83,93                                                       |
|                                                             | Républicain                                                 | Veronica Pedraza                                            | 35 089                                                      | 13,78                                                       |
|                                                             | Libertarien                                                 | Michael L. Donahue                                          | 2278                                                        | 0,89                                                        |
|                                                             | Vert                                                        | Lisa Weltman                                                | 2224                                                        | 0,87                                                        |
|                                                             | US Taxpayers                                                | Wilbert Sears                                               | 1307                                                        | 0,51                                                        |
|                                                             | Write-In                                                    | Nathaniel H. Banks                                          | 1                                                           | 0,0                                                         |
| Total des votes                                             | Total des votes                                             | Total des votes                                             | 307 963                                                     | 100%                                                        |
|                                                             | Les Démocrates conservent                                   |                                                             |                                                             |                                                             |

### 2006
| Élection de 2006 du 14e district congressionnel du Michigan | Élection de 2006 du 14e district congressionnel du Michigan | Élection de 2006 du 14e district congressionnel du Michigan | Élection de 2006 du 14e district congressionnel du Michigan | Élection de 2006 du 14e district congressionnel du Michigan |
| ----------------------------------------------------------- | ----------------------------------------------------------- | ----------------------------------------------------------- | ----------------------------------------------------------- | ----------------------------------------------------------- |
| Parti                                                       | Parti                                                       | Candidat                                                    | Votes                                                       | %                                                           |
|                                                             | Démocrate                                                   | John Conyers (sortant)                                      | 158 755                                                     | 85,30                                                       |
|                                                             | Républicain                                                 | Chad Miles                                                  | 27 367                                                      | 14,70                                                       |
| Total des votes                                             | Total des votes                                             | Total des votes                                             | 186 122                                                     | 100%                                                        |
|                                                             | Les Démocrates conservent                                   |                                                             |                                                             |                                                             |

### 2008
| Élection de 2008 du 14e district congressionnel du Michigan | Élection de 2008 du 14e district congressionnel du Michigan | Élection de 2008 du 14e district congressionnel du Michigan | Élection de 2008 du 14e district congressionnel du Michigan | Élection de 2008 du 14e district congressionnel du Michigan |
| ----------------------------------------------------------- | ----------------------------------------------------------- | ----------------------------------------------------------- | ----------------------------------------------------------- | ----------------------------------------------------------- |
| Parti                                                       | Parti                                                       | Candidat                                                    | Votes                                                       | %                                                           |
|                                                             | Démocrate                                                   | John Conyers (sortant)                                      | 227 841                                                     | 92,40                                                       |
|                                                             | Libertarien                                                 | Richard L. Secula                                           | 10 732                                                      | 4,35                                                        |
|                                                             | Vert                                                        | Clyde K. Shabazz                                            | 8015                                                        | 3,25                                                        |
| Total des votes                                             | Total des votes                                             | Total des votes                                             | 246 588                                                     | 100%                                                        |
|                                                             | Les Démocrates conservent                                   |                                                             |                                                             |                                                             |

### 2010
| Élection de 2010 du 14e district congressionnel du Michigan | Élection de 2010 du 14e district congressionnel du Michigan | Élection de 2010 du 14e district congressionnel du Michigan | Élection de 2010 du 14e district congressionnel du Michigan | Élection de 2010 du 14e district congressionnel du Michigan |
| ----------------------------------------------------------- | ----------------------------------------------------------- | ----------------------------------------------------------- | ----------------------------------------------------------- | ----------------------------------------------------------- |
| Parti                                                       | Parti                                                       | Candidat                                                    | Votes                                                       | %                                                           |
|                                                             | Démocrate                                                   | John Conyers (sortant)                                      | 115 511                                                     | 76,76                                                       |
|                                                             | Républicain                                                 | Don Ukrainec                                                | 29 902                                                      | 19,87                                                       |
|                                                             | US Taxpayers                                                | Marc J. Sosnowski                                           | 3206                                                        | 2,13                                                        |
|                                                             | Libertarien                                                 | Richard J. Secula                                           | 1859                                                        | 1,24                                                        |
| Total des votes                                             | Total des votes                                             | Total des votes                                             | 150 478                                                     | 100%                                                        |
|                                                             | Les Démocrates conservent                                   |                                                             |                                                             |                                                             |

### 2012
| Élection de 2012 du 14e district congressionnel du Michigan | Élection de 2012 du 14e district congressionnel du Michigan | Élection de 2012 du 14e district congressionnel du Michigan | Élection de 2012 du 14e district congressionnel du Michigan | Élection de 2012 du 14e district congressionnel du Michigan |
| ----------------------------------------------------------- | ----------------------------------------------------------- | ----------------------------------------------------------- | ----------------------------------------------------------- | ----------------------------------------------------------- |
| Parti                                                       | Parti                                                       | Candidat                                                    | Votes                                                       | %                                                           |
|                                                             | Démocrate                                                   | Gary Peters                                                 | 270 450                                                     | 82,3                                                        |
|                                                             | Républicain                                                 | John Hauler                                                 | 51 395                                                      | 15,6                                                        |
|                                                             | Libertarien                                                 | Leonard Schwartz                                            | 3968                                                        | 1,2                                                         |
|                                                             | Vert                                                        | Douglas Campbell                                            | 2979                                                        | 0,9                                                         |
| Total des votes                                             | Total des votes                                             | Total des votes                                             | 328 792                                                     | 100%                                                        |
|                                                             | Les Démocrates conservent                                   |                                                             |                                                             |                                                             |

### 2014
| Élection de 2014 du 14e district congressionnel du Michigan | Élection de 2014 du 14e district congressionnel du Michigan | Élection de 2014 du 14e district congressionnel du Michigan | Élection de 2014 du 14e district congressionnel du Michigan | Élection de 2014 du 14e district congressionnel du Michigan |
| ----------------------------------------------------------- | ----------------------------------------------------------- | ----------------------------------------------------------- | ----------------------------------------------------------- | ----------------------------------------------------------- |
| Parti                                                       | Parti                                                       | Candidat                                                    | Votes                                                       | %                                                           |
|                                                             | Démocrate                                                   | Brenda Lawrence                                             | 165 272                                                     | 77,8                                                        |
|                                                             | Républicain                                                 | Christina Barr                                              | 41 801                                                      | 19,7                                                        |
|                                                             | Libertarien                                                 | Leonard Schwartz                                            | 3366                                                        | 1,6                                                         |
|                                                             | Vert                                                        | Stephen Boyle                                               | 1999                                                        | 0,9                                                         |
|                                                             | Indépendant                                                 | Calvin Pruden (write-in)                                    | 30                                                          | 0,0                                                         |
| Total des votes                                             | Total des votes                                             | Total des votes                                             | 212 468                                                     | 100%                                                        |
|                                                             | Les Démocrates conservent                                   |                                                             |                                                             |                                                             |

### 2016
| Élection de 2016 du 14e district congressionnel du Michigan | Élection de 2016 du 14e district congressionnel du Michigan | Élection de 2016 du 14e district congressionnel du Michigan | Élection de 2016 du 14e district congressionnel du Michigan | Élection de 2016 du 14e district congressionnel du Michigan |
| ----------------------------------------------------------- | ----------------------------------------------------------- | ----------------------------------------------------------- | ----------------------------------------------------------- | ----------------------------------------------------------- |
| Parti                                                       | Parti                                                       | Candidat                                                    | Votes                                                       | %                                                           |
|                                                             | Démocrate                                                   | Brenda Lawrence (sortante)                                  | 244 135                                                     | 78,5                                                        |
|                                                             | Républicain                                                 | Howard Klausner                                             | 58 103                                                      | 18,7                                                        |
|                                                             | Libertarien                                                 | Gregory Creswell                                            | 4893                                                        | 1,6                                                         |
|                                                             | Vert                                                        | Marcia Squier                                               | 3843                                                        | 1,2                                                         |
| Total des votes                                             | Total des votes                                             | Total des votes                                             | 310 974                                                     | 100%                                                        |
|                                                             | Les Démocrates conservent                                   |                                                             |                                                             |                                                             |

### 2018
| Élection de 2018 du 14e district congressionnel du Michigan | Élection de 2018 du 14e district congressionnel du Michigan | Élection de 2018 du 14e district congressionnel du Michigan | Élection de 2018 du 14e district congressionnel du Michigan | Élection de 2018 du 14e district congressionnel du Michigan |
| ----------------------------------------------------------- | ----------------------------------------------------------- | ----------------------------------------------------------- | ----------------------------------------------------------- | ----------------------------------------------------------- |
| Parti                                                       | Parti                                                       | Candidat                                                    | Votes                                                       | %                                                           |
|                                                             | Démocrate                                                   | Brenda Lawrence (sortante)                                  | 214 334                                                     | 80,9                                                        |
|                                                             | Républicain                                                 | Marc Herschfus                                              | 45 899                                                      | 17,3                                                        |
|                                                             | Working Class (en)                                          | Philip Kolodny                                              | 4761                                                        | 1,8                                                         |
| Total des votes                                             | Total des votes                                             | Total des votes                                             | 264 994                                                     | 100%                                                        |
|                                                             | Les Démocrates conservent                                   |                                                             |                                                             |                                                             |

### 2020
| Élection de 2020 du 14e district congressionnel du Michigan | Élection de 2020 du 14e district congressionnel du Michigan | Élection de 2020 du 14e district congressionnel du Michigan | Élection de 2020 du 14e district congressionnel du Michigan | Élection de 2020 du 14e district congressionnel du Michigan |
| ----------------------------------------------------------- | ----------------------------------------------------------- | ----------------------------------------------------------- | ----------------------------------------------------------- | ----------------------------------------------------------- |
| Parti                                                       | Parti                                                       | Candidat                                                    | Votes                                                       | %                                                           |
|                                                             | Démocrate                                                   | Brenda Lawrence (sortante)                                  | 271 370                                                     | 79,3                                                        |
|                                                             | Républicain                                                 | Robert Patrick                                              | 62 664                                                      | 18,3                                                        |
|                                                             | Libertarien                                                 | Lisa Lane Gioia                                             | 3737                                                        | 1,1                                                         |
|                                                             | Working Class (en)                                          | Philip Kolody                                               | 2534                                                        | 0,7                                                         |
|                                                             | Vert                                                        | Clyde Shabazz                                               | 1998                                                        | 0,6                                                         |
| Total des votes                                             | Total des votes                                             | Total des votes                                             | 342 303                                                     | 100%                                                        |
|                                                             | Les Démocrates conservent                                   |                                                             |                                                             |                                                             |